# Johannes Krause
Johannes Krause, né le 17 juillet 1980 à Leinefelde-Worbis, en Thuringe, en Allemagne, est un archéogénéticien allemand. Il est depuis 2020 directeur du département d'archéogénétique de l'Institut Max-Planck d'anthropologie évolutionniste, à Leipzig.

## Formation
Johannes Krause étudie la biochimie de 2000 à 2005 à l'université de Leipzig, en Allemagne, et au University College Cork, en Irlande. En 2008, il obtient son doctorat à Leipzig, sous la direction du chercheur suédois en paléogénétique humaine Svante Pääbo.

## Carrière
Johannes Krause exerce en tant que chercheur postdoctoral jusqu'en 2010 à l'Institut Max-Planck d'anthropologie évolutionniste de Leipzig. Il est nommé en 2010 professeur en archéogénétique à l'université Eberhard Karl de Tübingen. Il crée en 2014 et devient directeur de l'Institut Max-Planck de science de l'histoire humaine, à Iéna. En 2020, il prend la direction du nouveau département d'archéogénétique humaine de l'Institut Max-Planck d'anthropologie évolutionniste, à Leipzig, qui absorbe l'équipe de recherche du Max-Planck d'Iéna.

## Principaux travaux
En 2007, Krause démontre avec son équipe que les Néandertaliens possédaient le gène FOXP2, surnommé le « gène du langage ».
En 2010, Johannes Krause reconstitue le génome mitochondrial de l'Homme de Denisova, à partir de 30 mg de poudre extraite d'un fragment de phalange trouvé dans la grotte de Denisova, dans l'Altaï, en Russie. Ce résultat, publié dans la revue Nature, lui permet de montrer que l'Homme de Denisova représente une nouvelle espèce du genre Homo, bien que sa morphologie reste encore inconnue, faute de restes fossiles suffisants.
Krause a fait partie de l'équipe de recherche internationale qui en 2011 a reconstitué le génome de l'agent pathogène de la peste noire à partir d'échantillons d'ADN extraits du cimetière d'East Smithfield à Londres. Cette étude établit la preuve définitive que l'épidémie a été causée par la bactérie Yersinia pestis,. Krause estime que la peste aurait pu affecter profondément les populations européennes à la fin du Néolithique et ouvrir ainsi la voie aux invasions indo-européennes en Europe centrale à partir d'environ 2800 av. J.-C..
Krause a contribué aux recherches concernant l'héritage génétique des Néandertaliens chez l'Homme moderne. Il s'est également intéressé à l'histoire génétique des Européens, en compagnie de l'américain David Reich.

## Publications

### Ouvrages
- (de) Johannes Krause et Thomas Trappe, Hybris : Die Reise der Menschheit, éd. Propyläen, octobre 2021, 352 p. (ISBN 3549100310)
- Johannes Krause et Thomas Trappe, Le Voyage de nos gènes (Die Reise unserer Gene) : Comment les migrations ont fait de nous ce que nous sommes, Odile Jacob, septembre 2022 (ISBN 2415002909)

### Articles
- (en) Johannes Krause, C. Lalueza-Fox, Ludovic Orlando, W. Enard, R. E. Green, H. A. Burbano, Jean-Jacques Hublin, C. Hänni, J. Fortea, M. de la Rasilla, J. Bertranpetit, A. Rosas, Svante Pääbo, « The derived FOXP2 variant of modern humans was shared with Neandertals », Current Biology, vol. 17, no 21,‎ 2007, p. 1908–1912 (PMID 17949978, DOI 10.1016/j.cub.2007.10.008, hdl 11858/00-001M-0000-000F-FED3-1 , lire en ligne)
- (en) Johannes Krause, Qiaomei Fu, J. M. Good, Bence Viola, M. V. Shunkov, Anatoly P. Derevianko, Svante Pääbo, « The complete mitochondrial DNA genome of an unknown hominin from southern Siberia », Nature, vol. 464, no 7290,‎ 2010, p. 894–897 (PMID 20336068, DOI 10.1038/nature08976 , Bibcode 2010Natur.464..894K)